# Élisabeth de Tour et Taxis
Ne doit pas être confondu avec Elisabeth von Thurn und Taxis (1982).
Élisabeth-Marie-Maximilienne, née le 28 mai 1860 à Dresde, royaume de Saxe et morte le 7 février 1881 à Sopron, Hongrie, était une princesse de la Maison de Thurn und Taxis et l'épouse du prétendant au trône du Portugal, Michel de Bragance.

## Biographie
La princesse Élisabeth-Marie était l'une des filles du prince héritier Maximilien de Tour et Taxis et de son épouse la duchesse Hélène en Bavière, sœur de l'impératrice Élisabeth d'Autriche dont elle porte le prénom.
La mort prématurée du prince héritier affecta profondément son épouse qui dut prendre en charge non seulement l'éducation de leurs enfants mais aussi la gestion de leur patrimoine, leur fortune étant considérée comme la plus importante d'Allemagne. La famille résidait dans son palais de Ratisbonne.
Nièces et neveux de l'empereur et roi François-Joseph Ier d'Autriche, les princes et princesses de Tours-et-Taxis, bien que n'étant pas de sang royal, pouvait prétendre aux alliances les plus brillantes.
En 1875, la sœur aînée du couple princier épousa le prince Frédéric de Hohenzollern-Sigmaringen, frère de la comtesse de Flandres.
Quant-à-elle, la princesse Elisabeth-Marie épousa à l'âge de 16 ans, le 17 octobre 1877 à Ratisbonne, le prétendant au trône de Portugal, Michel de Portugal duc de Bragance et fils aîné du défunt Michel Ier, roi du Portugal et de la princesse Adélaïde de Löwenstein-Wertheim-Rosenberg. Fils de l'ex-roi Michel Ier de Portugal qui mourut en exil après avoir tenté d'usurper le trône de sa nièce la reine Marie II de Portugal, le duc de Bragance est officier dans l'armée austro-hongroise. Ses sœurs ont épousé des membres des Maison royales catholiques et conservatrices Européenne : sa sœur Marie-Thérèse du Portugal a épousé en 1873 l'archiduc Charles-Louis d'Autriche, frère cadet de l'empereur François Joseph I. Une autre, le duc Charles-Théodore en Bavière, frère de l'impératrice, une autre encore sera grande-duchesse de Luxembourg, la benjamine épousera le duc de Parme et sera la mère de l'impératrice Zita et du prince Félix de Luxembourg. Le couple déménagera en Basse-Autriche puis en Hongrie suivant les affectations du duc. Trois enfants naîtront de cette union :
- Michel-Maximilien de Bragance, duc de Viseu (22 septembre 1878 - 21 février 1923)

- François-Joseph de Bragance (pt), (7 septembre 1879 - 15 juin 1919)

- Marie-Thérèse-Caroline de Bragance (en) (26 janvier 1881 - 17 janvier 1945)

La naissance de son premier enfant altéra la santé de la jeune duchesse. Les deux grossesses suivantes ne firent qu'aggraver son état. Élisabeth mourut à l'âge de 20 ans à Sopron peu de temps après la naissance de son troisième enfant. Après sa mort, sa mère Hélène se retira de plus en plus de la vie publique. Son époux Michel fut présenté en 1892 comme le fiancé potentiel de la veuve du prince héritier Rodolphe d'Autriche, Stéphanie de Belgique. Pourtant, le 08 novembre 1893, à Kleinheubach, c'est la princesse Marie-Thérèse de Löwenstein-Wertheim-Rosenberg qu'il épousa. Deux des filles issues de ce mariage épousèrent les deux neveux les plus âgés d'Élisabeth de la Maison de Thurn und Taxis.

## Littérature
- Manuel de Mello Corrêa (Hrsg.): Anuário da Nobreza de Portugal. Instituto Português de Heráldica, Lissabon 1985